# Tulnik
Tulnik je naselje u Republici Hrvatskoj u Požeško-slavonskoj županiji, u sastavu grada Pleternice.

## Zemljopis
Tulnik je smješten oko 10 km istočno od Pleternice,  susjedno naselja su Pleternički Mihaljevci na zapadu, Zarilac i Knežci na sjeveru, Mali Bilač na istoku te Kalinić na jugu.

## Stanovništvo
Prema popisu stanovništva iz 2011. godine Tulnik je imao 22 stanovnika.
| broj stanovnika | 218   | 219   | 193   | 209   | 199   | 254   | 244   | 251   | 192   | 186   | 171   | 132   | 70    | 50    | 35    | 22    | 16    |
|                 | 1857. | 1869. | 1880. | 1890. | 1900. | 1910. | 1921. | 1931. | 1948. | 1953. | 1961. | 1971. | 1981. | 1991. | 2001. | 2011. | 2021. |